# Stalk of the Celery
Stalk of the Celery, conosciuto anche come Stalk of the Celery Monster, è un cortometraggio d'animazione del 1979 diretto e animato interamente da disegni a matita da Tim Burton durante il suo periodo scolastico al California Institute of the Arts.

## Accoglienza
Il film causò una tale eccitazione nella sua classe da influenzare il futuro regista della Pixar John Lasseter e da attirare l'attenzione della Disney, che offrì così al giovane Burton un posto da animatore nei loro studio. Difatti, il corto somiglia in più punti al film della Disney Taron e la pentola magica, al quale Burton lavorò.